# BAFA NL Division Two 2023
La BAFA NL Division Two 2023 è la 23ª edizione del campionato di football americano di terzo livello, organizzato dalla BAFA.

## Squadre partecipanti
| Club                       | Città              | Stadio | Sponsor ufficiale | Risultato nella stagione 2021 |
| -------------------------- | ------------------ | ------ | ----------------- | ----------------------------- |
| Berkshire Renegades        | Reading            |        |                   |                               |
| Colchester Gladiators      | Colchester         |        |                   |                               |
| Cornwall Monarchs          | Newquay            |        |                   |                               |
| Crewe Railroaders          | Crewe              |        |                   |                               |
| DC Presidents              | Chester-le-Street  |        |                   |                               |
| Doncaster Mustangs         | Doncaster          |        |                   |                               |
| East Essex Sabres          | Rayleigh           |        |                   |                               |
| East Kent Mavericks        | Canterbury         |        |                   |                               |
| Gateshead Senators         | Jarrow             |        |                   |                               |
| Hereford Stampede          | Hereford           |        |                   |                               |
| Humber Warhawks            | Kingston upon Hull |        |                   |                               |
| Ipswich Cardinals          | Ipswich            |        |                   |                               |
| Leigh Miners               | Tyldesley          |        |                   |                               |
| Lincolnshire Bombers       | North Hykeham      |        |                   |                               |
| Ouse Valley Eagles         | Bedford            |        |                   |                               |
| Portsmouth Dreadnoughts    | Portsmouth         |        |                   |                               |
| Shropshire Revolution      | Telford            |        |                   |                               |
| Somerset Wyverns           | Taunton            |        |                   |                               |
| Staffordshire Surge        | Burton upon Trent  |        |                   |                               |
| Sussex Thunder             | Brighton           |        |                   |                               |
| Swindon Storm              | Swindon            |        |                   |                               |
| Torbay Trojans             | Paignton           |        |                   |                               |
| Wakefield District Raiders | Pontefract         |        |                   |                               |

## Stagione regolare

### Calendario

#### 1ª giornata
| 9 aprile 2023, ore 14:00 | Wakefield District Raiders | 33 – 12 | DC Presidents |  |

| 9 aprile 2023, ore 14:00 | Leigh Miners | 30 – 20 | Lincolnshire Bombers |  |

| 9 aprile 2023, ore 14:00 | East Essex Sabres | 0 – 6 | Ipswich Cardinals |  |

| 9 aprile 2023, ore 14:00 | Swindon Storm | 0 – 7 | Berkshire Renegades |  |

#### 2ª giornata
| 16 aprile 2023, ore 14:00 | Doncaster Mustangs | 3 – 62 | Humber Warhawks |  |

| 16 aprile 2023, ore 14:00 | Leigh Miners | 22 – 38 | Staffordshire Surge |  |

| 16 aprile 2023, ore 14:00 | Hereford Stampede | 34 – 25 | Swindon Storm |  |

| 16 aprile 2023, ore 14:00 | Cornwall Monarchs | 13 – 34 | Somerset Wyverns |  |

#### 3ª giornata
| 23 aprile 2023, ore 14:00 | Doncaster Mustangs | 40 – 52 | Gateshead Senators |  |

| 23 aprile 2023, ore 14:00 | Leigh Miners | 44 – 15 | Crewe Railroaders |  |

| 23 aprile 2023, ore 14:00 | Sussex Thunder | 8 – 20 | Colchester Gladiators |  |

| 23 aprile 2023, ore 14:00 | East Essex Sabres | 15 – 18 | East Kent Mavericks |  |

| 23 aprile 2023, ore 14:00 | Somerset Wyverns | 48 – 4 | Torbay Trojans |  |

| 23 aprile 2023, ore 14:00 | Cornwall Monarchs | 23 – 38 | Portsmouth Dreadnoughts |  |

#### 4ª giornata
| 30 aprile 2023, ore 14:00 | East Kent Mavericks | 38 – 0 | Ipswich Cardinals |  |

| 30 aprile 2023, ore 14:00 | Colchester Gladiators | 20 – 8 | Sussex Thunder |  |

| 30 aprile 2023, ore 14:00 | Torbay Trojans | 2 – 39 | Swindon Storm |  |

| 30 aprile 2023, ore 14:00 | Ouse Valley Eagles | 27 – 34 | Hereford Stampede |  |

| 30 aprile 2023, ore 14:00 | Berkshire Renegades | 0 – 31 | Somerset Wyverns |  |

#### 5ª giornata
| 7 maggio 2023, ore 14:00 | DC Presidents | 0 – 56 | Humber Warhawks |  |

| 7 maggio 2023, ore 14:00 | Gateshead Senators | 26 – 26 | Wakefield District Raiders |  |

| 7 maggio 2023, ore 14:00 | Shropshire Revolution | 16 – 12 | Lincolnshire Bombers |  |

| 7 maggio 2023, ore 14:00 | Ipswich Cardinals | 26 – 11 | East Essex Sabres |  |

| 7 maggio 2023, ore 14:00 | Berkshire Renegades | 33 – 0 | Swindon Storm |  |

| 7 maggio 2023, ore 14:00 | Hereford Stampede | 44 – 12 | Cornwall Monarchs |  |

| 7 maggio 2023, ore 14:00 | Portsmouth Dreadnoughts | 41 – 0 | Ouse Valley Eagles |  |

#### 6ª giornata
| 14 maggio 2023, ore 14:00 | DC Presidents | 0 – 61 | Gateshead Senators |  |

| 14 maggio 2023, ore 14:00 | Staffordshire Surge | 24 – 25 | Shropshire Revolution |  |

| 14 maggio 2023, ore 14:00 | Colchester Gladiators | 0 – 0 | East Kent Mavericks |  |

| 14 maggio 2023, ore 14:00 | Ipswich Cardinals | 21 – 12 | Sussex Thunder |  |

#### 7ª giornata
| 21 maggio 2023, ore 14:00 | Crewe Railroaders | 26 – 34 | Lincolnshire Bombers |  |

| 21 maggio 2023, ore 14:00 | Ouse Valley Eagles | 24 – 6 | Berkshire Renegades |  |

| 21 maggio 2023, ore 14:00 | Portsmouth Dreadnoughts | 55 – 0 | Torbay Trojans |  |

#### 8ª giornata
| 28 maggio 2023, ore 14:00 | DC Presidents | 24 – 21 | Doncaster Mustangs |  |

| 28 maggio 2023, ore 14:00 | Wakefield District Raiders | 0 – 39 | Humber Warhawks |  |

| 28 maggio 2023, ore 14:00 | Crewe Railroaders | 0 – 38 | Staffordshire Surge |  |

| 28 maggio 2023, ore 14:00 | Shropshire Revolution | 33 – 32 | Leigh Miners |  |

| 28 maggio 2023, ore 14:00 | Colchester Gladiators | 10 – 10 | East Essex Sabres |  |

| 28 maggio 2023, ore 14:00 | Sussex Thunder | 14 – 28 | East Kent Mavericks |  |

| 28 maggio 2023, ore 14:00 | Ouse Valley Eagles | 7 – 26 | Swindon Storm |  |

| 28 maggio 2023, ore 14:00 | Torbay Trojans | 0 – 46 | Portsmouth Dreadnoughts |  |

#### 9ª giornata
| 4 giugno 2023, ore 14:00 | Gateshead Senators | 61 – 6 | DC Presidents |  |

| 4 giugno 2023, ore 14:00 | Wakefield District Raiders | 22 – 0 | Doncaster Mustangs |  |

| 4 giugno 2023, ore 14:00 | Lincolnshire Bombers | 7 – 30 | Leigh Miners |  |

| 4 giugno 2023, ore 14:00 | Colchester Gladiators | 14 – 6 | Ipswich Cardinals |  |

| 4 giugno 2023, ore 14:00 | Berkshire Renegades | 16 – 14 | Hereford Stampede |  |

| 4 giugno 2023, ore 14:00 | Torbay Trojans | 0 – 40 | Cornwall Monarchs |  |

#### 10ª giornata
| 11 giugno 2023, ore 14:00 | Humber Warhawks | 47 – 27 | Gateshead Senators |  |

| 11 giugno 2023, ore 14:00 | Shropshire Revolution | 24 – 10 | Staffordshire Surge |  |

| 11 giugno 2023, ore 14:00 | East Kent Mavericks | 56 – 3 | East Essex Sabres |  |

| 11 giugno 2023, ore 14:00 | Hereford Stampede | 33 – 27 | Ouse Valley Eagles |  |

| 11 giugno 2023, ore 14:00 | Portsmouth Dreadnoughts | 20 – 6 | Somerset Wyverns |  |

#### 11ª giornata
| 18 giugno 2023, ore 14:00 | Lincolnshire Bombers | – | Crewe Railroaders |  |

| 18 giugno 2023, ore 14:00 | Somerset Wyverns | – | Cornwall Monarchs |  |

#### 12ª giornata
| 25 giugno 2023, ore 14:00 | Humber Warhawks | – | Doncaster Mustangs |  |

| 25 giugno 2023, ore 14:00 | Wakefield District Raiders | – | Gateshead Senators |  |

| 25 giugno 2023, ore 14:00 | Leigh Miners | – | Shropshire Revolution |  |

| 25 giugno 2023, ore 14:00 | Staffordshire Surge | – | Crewe Railroaders |  |

| 25 giugno 2023, ore 14:00 | East Essex Sabres | – | Sussex Thunder |  |

| 25 giugno 2023, ore 14:00 | Ipswich Cardinals | – | East Kent Mavericks |  |

| 25 giugno 2023, ore 14:00 | Berkshire Renegades | – | Ouse Valley Eagles |  |

| 25 giugno 2023, ore 14:00 | Swindon Storm | – | Hereford Stampede |  |

| 25 giugno 2023, ore 14:00 | Portsmouth Dreadnoughts | – | Cornwall Monarchs |  |

#### 13ª giornata
| 2 luglio 2023, ore 14:00 | Gateshead Senators | – | Doncaster Mustangs |  |

| 2 luglio 2023, ore 14:00 | Crewe Railroaders | – | Leigh Miners |  |

| 2 luglio 2023, ore 14:00 | Lincolnshire Bombers | – | Staffordshire Surge |  |

#### 14ª giornata
| 16 luglio 2023, ore 14:00 | Doncaster Mustangs | – | DC Presidents |  |

| 16 luglio 2023, ore 14:00 | Gateshead Senators | – | Humber Warhawks |  |

| 16 luglio 2023, ore 14:00 | Staffordshire Surge | – | Leigh Miners |  |

| 16 luglio 2023, ore 14:00 | East Essex Sabres | – | Colchester Gladiators |  |

| 16 luglio 2023, ore 14:00 | East Kent Mavericks | – | Sussex Thunder |  |

| 16 luglio 2023, ore 14:00 | Torbay Trojans | – | Somerset Wyverns |  |

#### 15ª giornata
| 23 luglio 2023, ore 14:00 | Doncaster Mustangs | – | Wakefield District Raiders |  |

| 23 luglio 2023, ore 14:00 | Crewe Railroaders | – | Shropshire Revolution |  |

| 23 luglio 2023, ore 14:00 | Sussex Thunder | – | Ipswich Cardinals |  |

| 23 luglio 2023, ore 14:00 | Somerset Wyverns | – | Portsmouth Dreadnoughts |  |

#### 16ª giornata
| 30 luglio 2023, ore 14:00 | Humber Warhawks | – | DC Presidents |  |

| 30 luglio 2023, ore 14:00 | Shropshire Revolution | – | Crewe Railroaders |  |

| 30 luglio 2023, ore 14:00 | Staffordshire Surge | – | Lincolnshire Bombers |  |

| 30 luglio 2023, ore 14:00 | East Kent Mavericks | – | Colchester Gladiators |  |

| 30 luglio 2023, ore 14:00 | Sussex Thunder | – | East Essex Sabres |  |

| 30 luglio 2023, ore 14:00 | Cornwall Monarchs | – | Hereford Stampede |  |

| 30 luglio 2023, ore 14:00 | Ouse Valley Eagles | – | Portsmouth Dreadnoughts |  |

| 30 luglio 2023, ore 14:00 | Somerset Wyverns | – | Berkshire Renegades |  |

| 30 luglio 2023, ore 14:00 | Swindon Storm | – | Torbay Trojans |  |

#### 17ª giornata
| 6 agosto 2023, ore 14:00 | Humber Warhawks | – | Wakefield District Raiders |  |

| 6 agosto 2023, ore 14:00 | Lincolnshire Bombers | – | Shropshire Revolution |  |

| 6 agosto 2023, ore 14:00 | Ipswich Cardinals | – | Colchester Gladiators |  |

| 6 agosto 2023, ore 14:00 | Humber Warhawks | – | Berkshire Renegades |  |

| 6 agosto 2023, ore 14:00 | Cornwall Monarchs | – | Torbay Trojans |  |

### Classifica
Le classifiche della regular season sono le seguenti.
- PCT = percentuale di vittorie, G = partite giocate, V = partite vinte,  P = partite perse, PF = punti fatti, PS = punti subiti

#### NFC 2 East
| Pos. | Squadra                    | PCT   | G | V | N | P | PF  | PS  |
| ---- | -------------------------- | ----- | - | - | - | - | --- | --- |
| 1    | Humber Warhawks            | 1.000 | 4 | 4 | 0 | 0 | 204 | 30  |
| 2    | Gateshead Senators         | .700  | 5 | 3 | 1 | 1 | 227 | 119 |
| 3    | Wakefield District Raiders | .700  | 5 | 3 | 1 | 1 | 107 | 86  |
| 4    | DC Presidents              | .167  | 6 | 1 | 0 | 5 | 51  | 258 |
| 5    | Doncaster Mustangs         | .000  | 4 | 0 | 0 | 4 | 64  | 160 |

#### NFC 2 West
| Pos. | Squadra               | PCT   | G | V | N | P | PF  | PS  |
| ---- | --------------------- | ----- | - | - | - | - | --- | --- |
| 1    | Shropshire Revolution | 1.000 | 4 | 4 | 0 | 0 | 98  | 78  |
| 2    | Leigh Miners          | .600  | 5 | 3 | 0 | 2 | 158 | 113 |
| 3    | Staffordshire Surge   | .500  | 4 | 2 | 0 | 2 | 110 | 71  |
| 4    | Lincolnshire Bombers  | .250  | 4 | 1 | 0 | 3 | 73  | 102 |
| 5    | Crewe Railroaders     | .000  | 3 | 0 | 0 | 3 | 41  | 116 |

#### SFC 2 East
| Pos. | Squadra               | PCT  | G | V | N | P | PF  | PS  |
| ---- | --------------------- | ---- | - | - | - | - | --- | --- |
| 1    | East Kent Mavericks   | .900 | 5 | 4 | 1 | 0 | 140 | 32  |
| 2    | Colchester Gladiators | .800 | 5 | 3 | 2 | 0 | 64  | 32  |
| 3    | Ipswich Cardinals     | .600 | 5 | 3 | 0 | 2 | 59  | 75  |
| 4    | East Essex Sabres     | .100 | 5 | 0 | 1 | 4 | 39  | 116 |
| 5    | Sussex Thunder        | .000 | 4 | 0 | 0 | 4 | 42  | 89  |

#### SFC 2 Central
| Pos. | Squadra             | PCT  | G | V | N | P | PF  | PS  |
| ---- | ------------------- | ---- | - | - | - | - | --- | --- |
| 1    | Hereford Stampede   | .800 | 5 | 4 | 0 | 1 | 159 | 107 |
| 2    | Berkshire Renegades | .600 | 5 | 3 | 0 | 2 | 62  | 69  |
| 3    | Swindon Storm       | .400 | 5 | 2 | 0 | 3 | 90  | 83  |
| 4    | Ouse Valley Eagles  | .200 | 5 | 1 | 0 | 4 | 85  | 140 |

#### SFC 2 West
| Pos. | Squadra                 | PCT   | G | V | N | P | PF  | PS  |
| ---- | ----------------------- | ----- | - | - | - | - | --- | --- |
| 1    | Portsmouth Dreadnoughts | 1.000 | 5 | 5 | 0 | 0 | 200 | 29  |
| 2    | Somerset Wyverns        | .750  | 4 | 3 | 0 | 1 | 119 | 37  |
| 3    | Cornwall Monarchs       | .250  | 4 | 1 | 0 | 3 | 88  | 116 |
| 4    | Torbay Trojans          | .000  | 5 | 0 | 0 | 5 | 6   | 228 |

## Playoff

### Tabellone
|  | Quarti di finale | Quarti di finale | Quarti di finale |  |  | Semifinali | Semifinali | Semifinali |  |  | Britbowl | Britbowl | Britbowl |  |
|  |                  |                  |                  |  |  |            |            |            |  |  |          |          |          |  |
|  | TBD              |                  |                  |  |  |            |            |            |  |  |          |          |          |  |
|  |                  |                  |                  |  |  |            |            |            |  |  |          |          |          |  |
|  | TBD              |                  |                  |  |  |            |            |            |  |  |          |          |          |  |
|  |                  | TBD              |                  |  |  |            |            |            |  |  |          |          |          |  |
|  |                  |                  |                  |  |  |            |            |            |  |  |          |          |          |  |
|  |                  |                  | TBD              |  |  |            |            |            |  |  |          |          |          |  |
|  | TBD              |                  |                  |  |  |            |            |            |  |  |          |          |          |  |
|  |                  |                  |                  |  |  |            |            |            |  |  |          |          |          |  |
|  | TBD              |                  |                  |  |  |            |            |            |  |  |          |          |          |  |
|  |                  | TBD              |                  |  |  |            |            |            |  |  |          |          |          |  |
|  |                  |                  |                  |  |  |            |            |            |  |  |          |          |          |  |
|  |                  |                  | TBD              |  |  |            |            |            |  |  |          |          |          |  |
|  | TBD              |                  |                  |  |  |            |            |            |  |  |          |          |          |  |
|  |                  |                  |                  |  |  |            |            |            |  |  |          |          |          |  |
|  | TBD              |                  |                  |  |  |            |            |            |  |  |          |          |          |  |
|  |                  | TBD              |                  |  |  |            |            |            |  |  |          |          |          |  |
|  |                  |                  |                  |  |  |            |            |            |  |  |          |          |          |  |
|  |                  |                  | TBD              |  |  |            |            |            |  |  |          |          |          |  |
|  | TBD              |                  |                  |  |  |            |            |            |  |  |          |          |          |  |
|  |                  |                  |                  |  |  |            |            |            |  |  |          |          |          |  |
|  | TBD              |                  |                  |  |  |            |            |            |  |  |          |          |          |  |

### Quarti di finale
| 2023 | TBD | – | TBD |  |

| 2023 | TBD | – | TBD |  |

| 2023 | TBD | – | TBD |  |

| 2023 | TBD | – | TBD |  |

### Semifinali
| 2023 | TBD | – | TBD |  |

| 2023 | TBD | – | TBD |  |

### Britbowl
| 2023 | TBD | – | TBD |  |